# Huta Hoch- und Tiefbau

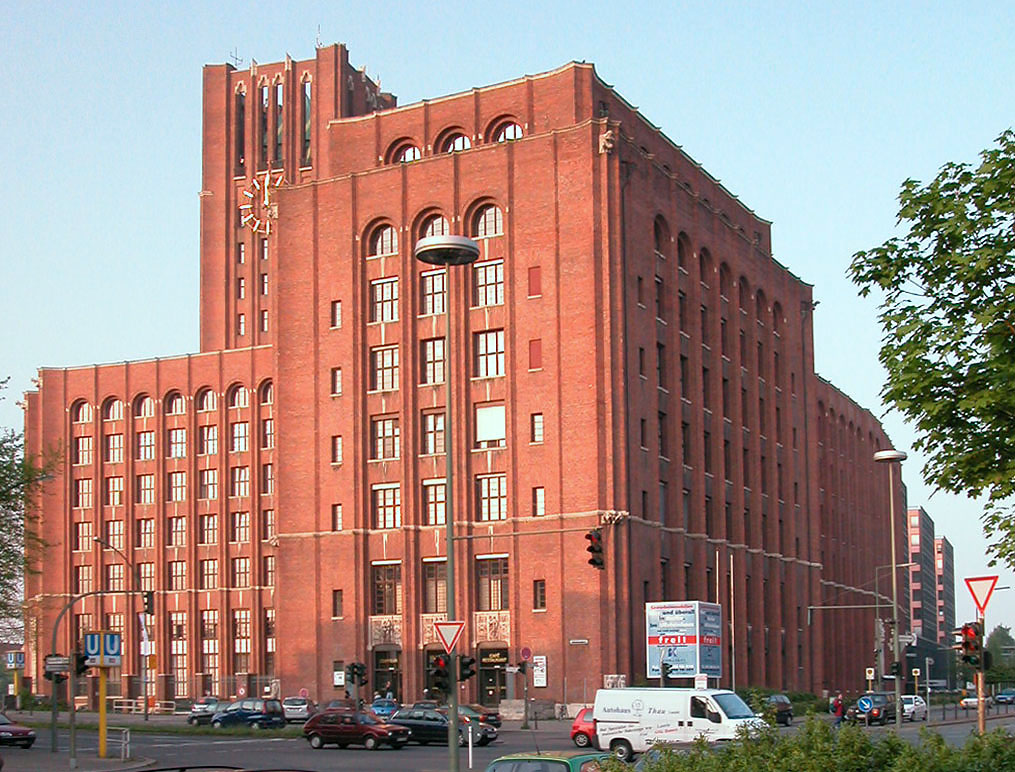
Ullsteinhaus in Berlin

Aktie über 1000 RM der HUTA Hoch- und Tiefbau-AG vom März 1928

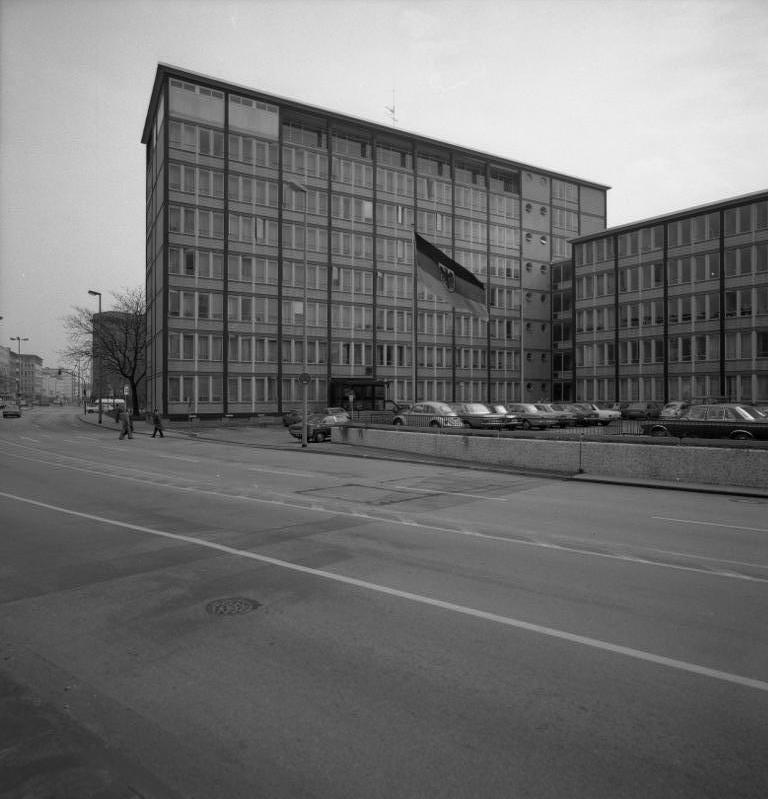
ehemaliges Gebäude des Bundesrechnungshofs in Frankfurt am Main

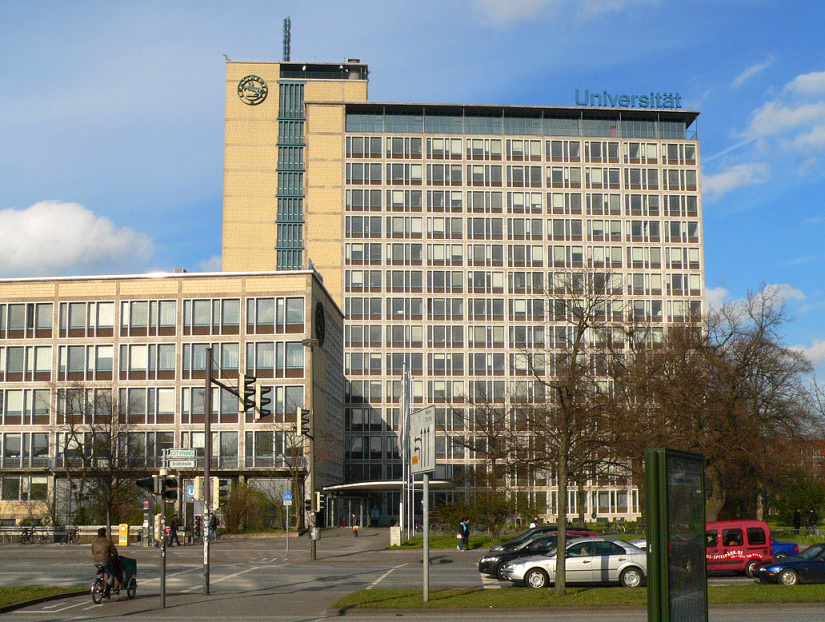
Continental-Hochhaus in Hannover (jetzt Universität)

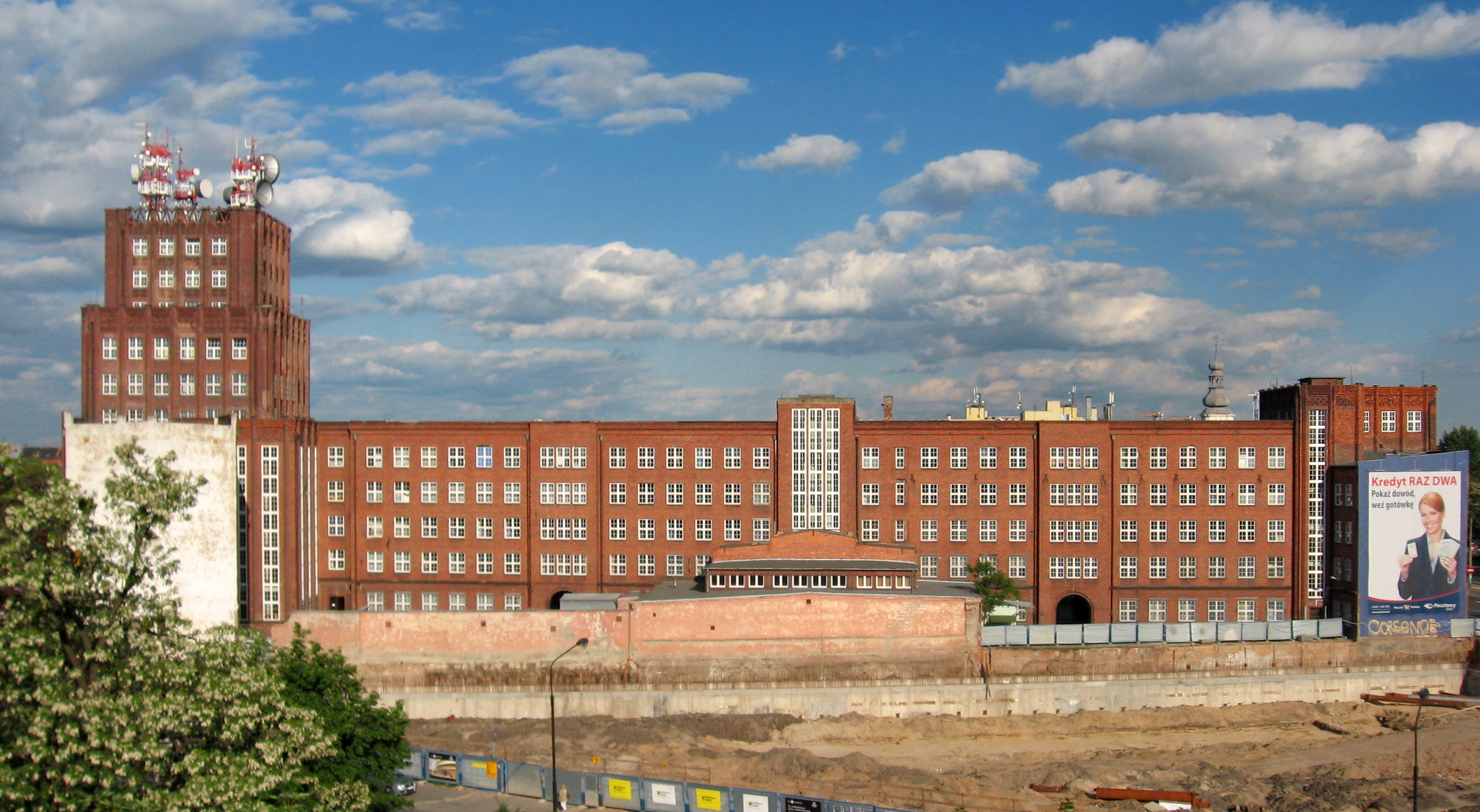
Ehemaliges Postscheckamt Breslau

Die Huta Hoch- und Tiefbau AG bzw. bis 1916 Lolat-Eisenbeton GmbH war ein deutsches Bauunternehmen mit Sitz in Breslau und Hannover.

## Geschichte
Gegründet wurde das Unternehmen durch den Bauingenieur Hans Bechtel aus Mannheim. Bechtel war zunächst bei den Fortifikationsbauämtern in Metz und Ulm beschäftigt, ehe er in das Bauunternehmen von Gustav Lolat in Düsseldorf, einem der damals führenden Bauunternehmen für Eisenbetonbau, eintrat und mit der Leitung des Berliner Büros beauftragt wurde. Nach seinem Ausscheiden bei Lolat gründete er am 4. Mai 1904 in Breslau mit dessen Billigung ein eigenes Unternehmen unter der Firma Baugesellschaft für Lolat-Eisenbeton GmbH, das durch Spezialisierung auf große Industrieprojekte in der noch vergleichsweise neuen Eisenbetonbauweise rasch wachsen konnte. Filialen unterhielt das Unternehmen unter anderem in Berlin, Halle (Saale), Hannover, Stettin und Nürnberg. 1907 erfolgte die Umwandlung in eine Aktiengesellschaft mit einem Kapital von einer Million Mark. Durch die Beteiligung an der Oppeln-Frauendorfer Portlandzement AG stieg das Unternehmen auch in die Baustoffindustrie ein. Mit der Übernahme der österreichischen Betonbauunternehmung G. A. Wayss in Wien mit ihren Zweigsitzen in Linz und Salzburg breitete sie sich auch im Ausland aus. Gustav Adolf Wayss gehört bis zu seinem Tod 1917 dem Aufsichtsrat der Gesellschaft an. Schwerpunkt der Auslandsaktivitäten war allerdings Russland, wo die Lolat-Eisenbeton GmbH seit 1907 engagiert war und Elektrizitäts- und Gaswerke, Kokereianlagen, Zementfabriken, eine Quecksilberhütte und Stauanlagen errichtete. Filialen für das Russland-Geschäft entstanden in St. Petersburg, Riga, Warschau, Kiew und Charkow. 1912 gelang der Abschluss eines Vertrags mit dem Reichskolonialamt über den Ausbau des Hafens von Apia, sowie den Bau einer Eisenbahn und einer Wasserversorgungsanlage. Er konnte aber wegen des Ersten Weltkriegs nicht mehr ausgeführt werden. Die Firma Huta Hoch- und Tiefbau AG nahm das Unternehmen 1916 während des Kriegs an. Das Österreich-Geschäft wurde nach dem Krieg aus wirtschaftlichen Gründen aufgegeben.
In der zweiten Hälfte des Jahres 1942 war die Huta über seine Filiale in Kattowitz unter anderem an Baumaßnahmen in Auschwitz, so zur Errichtung der Krematorien beteiligt. In dieser Zeit befand sie sich unter maßgeblichem Einfluss der Dresdner Bank, die 26 Prozent der Aktien hielt und den Aufsichtsratsvorsitz über den stellvertretenden Leiter der Filiale in Breslau innehatte. Der Wirtschaftshistoriker Johannes Bähr, der die Geschichte der Dresdner Bank und ihrer Beteiligungen untersuchte, kommt daher zum Urteil: Kaum ein Unternehmen sei „dem Zentrum des Holocausts so nah“ gewesen wie die Huta. In Berlin beschäftigte die Huta bei der BEHALA im Osthafen in Berlin-Friedrichshain und in Berlin-Charlottenburg Zwangsarbeiter ebenso ihre Niederlassung Halle/Saale auf der Baustelle der Junkers Flugzeug- und Motorenwerke AG, Zweigwerk Magdeburg. In der SBZ wurde 1946 aufgrund des Befehls Nr. 124 der SMA das Vermögen der AG, Niederlassung Berlin, beschlagnahmt.
Deutliche Veränderungen brachte der verlorene Zweite Weltkrieg und die damit verbundene Aufgabe des Stammsitzes in Breslau. In Hannover, wo die einzige westdeutsche Niederlassung des Unternehmens bestand, fand die Huta 1946 eine neue Heimat und war am Wiederaufbau der zerstörten Stadt beteiligt. Hans Bechtel, der nach seinem Rückzug aus dem operativen Geschäft bis zuletzt Mitglied des Aufsichtsrats war, starb 1950 in Hannover. Das 1952/1953 errichtete Verwaltungsgebäude der Continental AG in Hannover galt damals als höchstes Stahlbetongebäude in der Bundesrepublik. Außer in Hannover war das Unternehmen auch in anderen deutschen Großstädten präsent. Zweigniederlassungen bestanden Mitte der 1950er Jahre in Berlin, Dortmund, Frankfurt am Main und Bonn, wo die Huta am Bau des Bundespostministeriums und des Bundesfinanzministeriums beteiligt war. 1962 erwarb das Unternehmen die Willy Christiansen KG in Schleswig und die E. Hegerfeld Industriebau KG in Essen, 1963 die Münchner Best Bau KG. Das Stammunternehmen und seine Tochtergesellschaften fusionierten 1967 zur Huta-Hegerfeld AG. Zugleich wurde der Hauptsitz nach Essen verlegt. 1985 musste die Gesellschaft Konkurs anmelden.

## Bauten

### Vor dem Zweiten Weltkrieg
- „Wasserschloss“ in Görlitz (Ausstellungsgebäude für die Industrie-Ausstellung 1905, prämiert mit einer goldenen Medaille)
- Stadttheater Breslau
- Markthalle 1 in Breslau[7]
- Kraftwerk Süderoder und Kraftwerk Norderoder in Breslau
- Werderbrücke Mitte und Nord in Breslau (in Arbeitsgemeinschaft mit Beuchelt & Co.)[8]
- Postscheckamt Breslau (nach Entwurf von Postbaurat Lothar Neumann, mit keramischen Reliefs von Bildhauer Felix Kupsch) (1927–1929)
- Wasserturm in Breslau-Carlowitz
- Wasserturm in Pyritz
- Wasserturm in Glogau
- Zweites Dianabad in Wien (1913–1917)
- Pommernhaus in Stettin
- Stadttheater Warschau
- Talsperre Ottmachau (1928–1933)
- Kraftwerk in Chorzow (Oberschlesien)
- Odertal-Kokerei in Deschowitz (Schlesien) (1931)
- Ullsteinhaus in Berlin-Tempelhof (1925–1927)

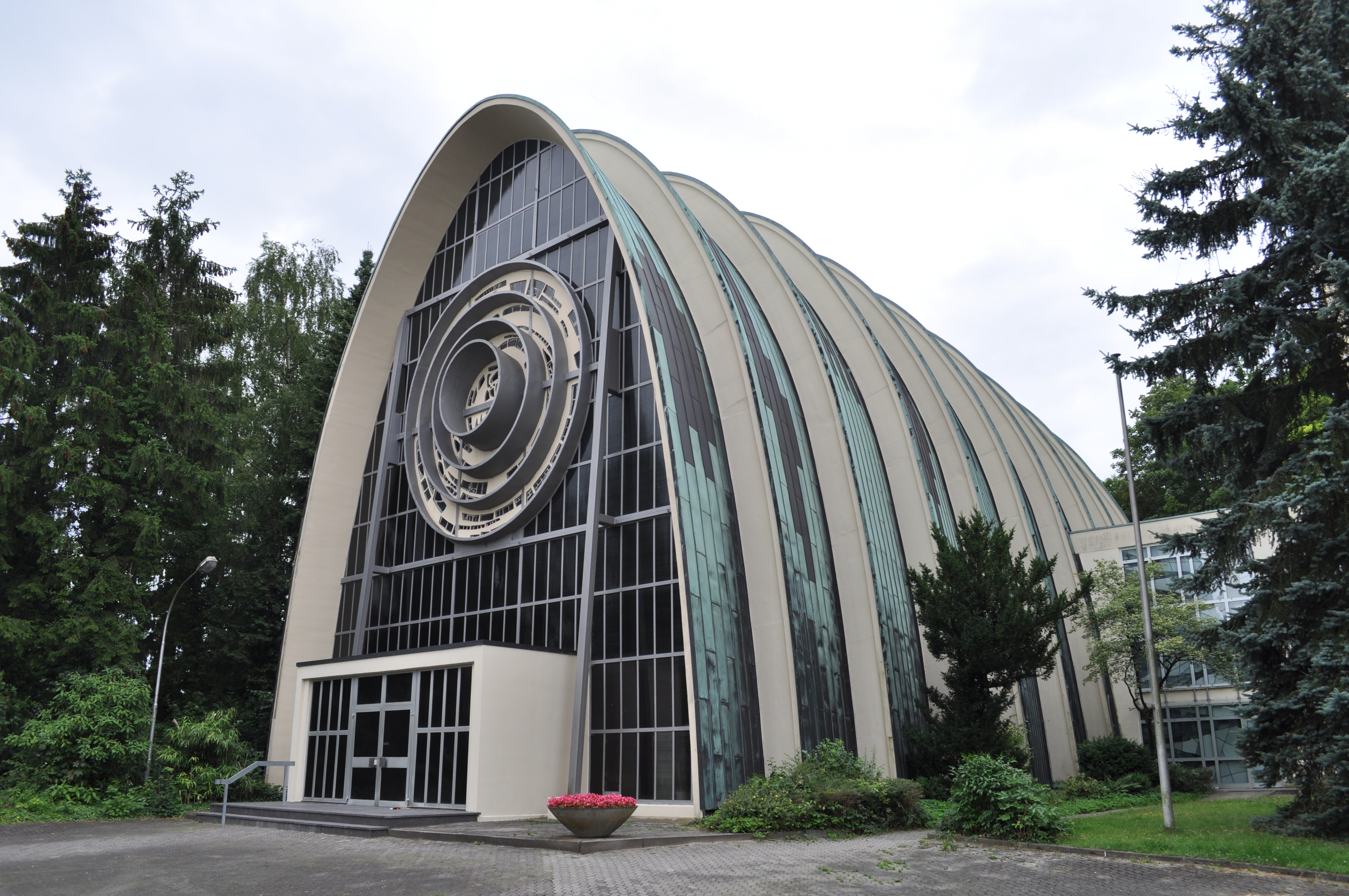
St. Hedwig in Oberursel

- Hermannshof in Berlin-Neukölln

### Im Zweiten Weltkrieg
- Kraftwerk Lünen (1938–1941)
- Krematorien im KZ Auschwitz (1942–1943)

### Nach dem Zweiten Weltkrieg
- Wiederaufbau des Altenbekener Viadukts (1948/1949)
- Zementsilos für die Hannoversche Portland-Cementfabrik AG in Hannover-Misburg (1950/1951)
- Grandhotel Mussmann in Hannover (1950/1951)
- Versorgungskuranstalt in Bad Pyrmont (1951/1952)
- Kraftwerk Siersdorf (1951–1953)
- Wiederaufbau der Marktkirche in Hannover (1952)
- Fernseh- und Fernmeldeturm in Mellendorf (1952)
- Bundesrechnungshof in Frankfurt am Main (1952/1953)
- Continental-Hochhaus in Hannover (1952/1953)
- Bundespostministerium in Bonn (1953/1954)
- Warenhaus Karstadt in Hannover, Georgstraße (1953/1954)
- Geschäftshaus Dobbs in Frankfurt am Main (1953/1954)
- Bull-Hochhaus in Köln-Mülheim, Wiener Platz (1959/1960)
- Haseltalbrücke (Unterbau und Pfeiler) (1959–1961)
- Stadtparkrestaurant Favorite in Mainz (1962)
- Kirche St. Hedwig in Oberursel (1963–1966)
- Stadttheater Rüsselsheim (1965–1969)
- Fernmeldeturm Hochsauerland in Bödefeld (1966–1968)
- Kröpcke-Center in Hannover, Georgstraße (1971–1975)
- Beteiligung am Lar Tunnel Konsortium im Iran (1976–1979)
- Autosilo des Motor-Presse-Verlags in Stuttgart
- Kraftfutterwerk der Deuka in Düsseldorf